# Малая Чайбуха
Малая Ча́йбуха — упразднённый в 2017 году посёлок в Северо-Эвенском районе Магаданской области. Ранее входил в состав сельского поселения Чайбухинское.

## География
Расположен в 95 км к востоку от Эвенска и в 628 км от Магадана в 8 километрах к северо-востоку Гижигинской губы Охотского моря.

## История
28 сентября 2017 года посёлок был упразднен.

## Население
| 2002 | 2010 |
| ---- | ---- |
| 0    | →0   |

## Инфраструктура
В посёлке находился аэропорт Чайбуха, закрытый 11 декабря 2009 года из-за нерентабельности.
Вблизи поселка находится Чайбухинское месторождение бурого угля.